# The First Blood Mystery
The First Blood Mystery è l'album di debutto della cantautrice italo-inglese Carina Round, pubblicato nel 2001

## Tracce
1. Message To Apollo
2. Lightbulb Song
3. How I See It
4. Waves
5. Let It Fall
6. Ribbons
7. On Leaving